# Награда на Факултета по славянски филологии към Софийския университет за научна книга в областта на езикознанието или литературознанието
Наградата на Факултета по славянски филологии към Софийския университет за научна книга в областта на езикознанието или литературознанието е учредена през 1995 г. от Факултетния съвет на Факултета по славянски филологии на Софийския университет и има има за цел да стимулира научните изследвания на учени в областта на езикознанието и литературознанието.
Отличието се връчва ежегодно. В четна година наградата се присъжда на книга в областта на езикознанието, а в нечетна – на книга в областта на литературознанието.
В конкурса могат да участват със своя монография или сборник от студии български автори от учебни и научни институции от цялата страна и чужбина. Книгата трябва да бъде издадена до 24 месеца преди датата на връчване на наградата. Книгата може да бъде издадена на хартиен или електронен носител, но задължително трябва да има ISBN.
Обявяването на наградата става по време на официалната церемония в СУ „Св. Климент Охридски“ по честването на 24 май – деня на българската просвета и култура и на славянската писменост. Тя се връчва от представител на Ректорското ръководство.
Носителят на наградата получава грамота и парична премия на стойност 300 лева.

## Наградени автори и книги
Информацията в раздела подлежи на допълване.
- 1995 – Тончо Жечев
- 1996 –
- 1997 –
- 1998 –
- 1999 –
- 2000 –
- 2001 –
- 2002 –
- 2003 – Здравко Чолаков за книгата му „Зрелището“
- 2004 –
- 2005 –
- 2006 –
- 2007 – Никола Георгиев за книгата му „Тревожно литературознание“[2]
- 2008 – Иван Добрев за книгата му „Два Царсамуилови надписа“[3]
- 2009 –
- 2010 –
- 2011 –
- 2012 –
- 2013 – Николай Чернокожев за книгата му „България: стереотипи и екзотика“[4][5]
- 2014 – Маргарет Димитрова за книгата ѝ „Тълкуване на Песен на песните в ръкопис 2/24 от Рилската света обител“
- 2015 – проф. Ренета Божанкова за книгата ѝ „Хоризонти на дигиталната култура“[6]
- 2016 – проф. Искра Христова-Шомова за книгата ѝ „Бог бе слово“[7]
- 2017 – доц. Диана Атанасова за книгата ѝ „Реторика на историчното“.[8][9]
- 2018 – проф. д-р Красимира Алексова за книгата ѝ „Социолингвистична перцепция, езикови нагласи и социална идентификация по речта“[10]
- 2019 – доц. Румяна Евтимова за книгата ѝ „Рецепции и рефлексии (Руска литература XX век)“[11][12]